# Tengboche

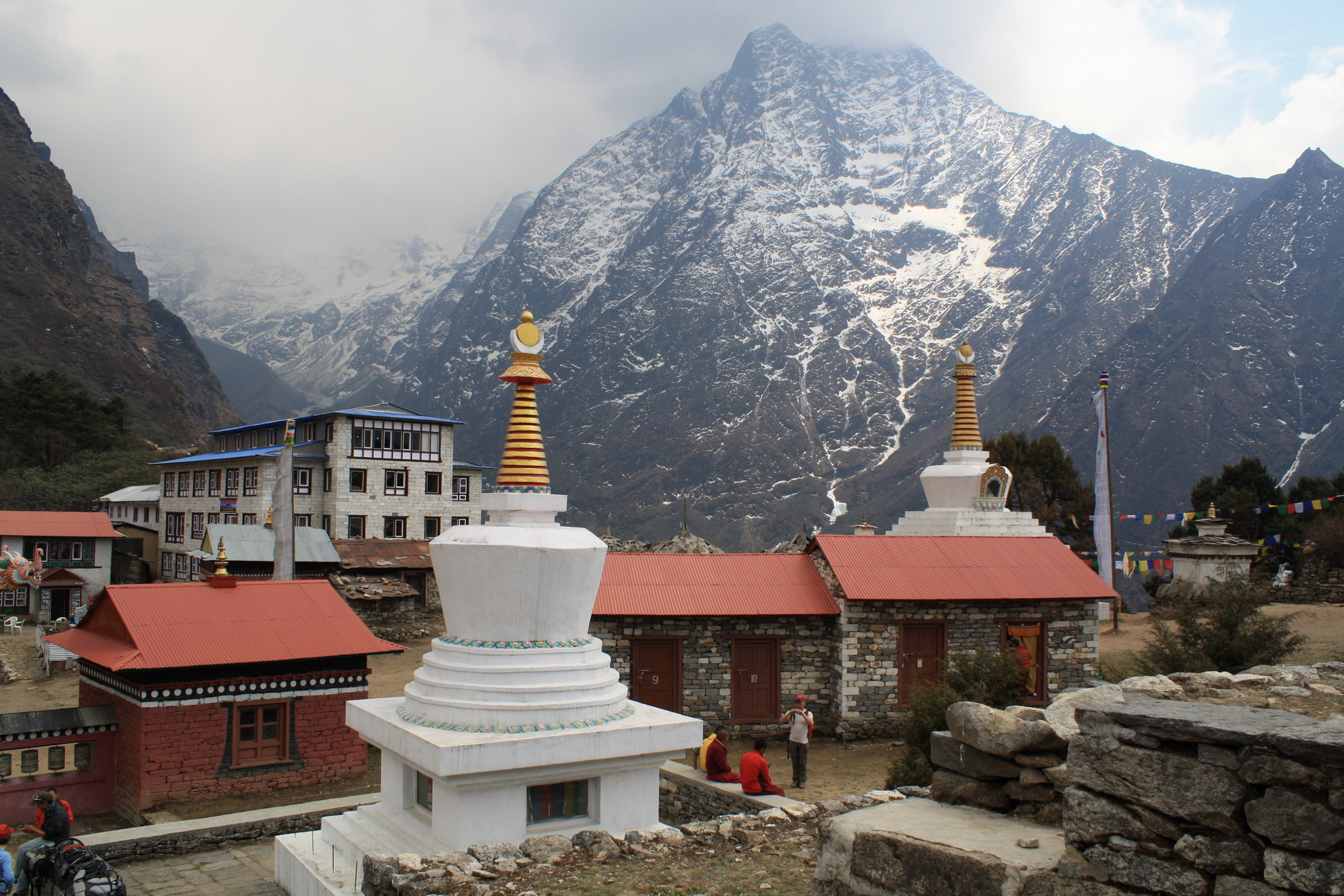
Vilagem visto del monasterio de Tengboche

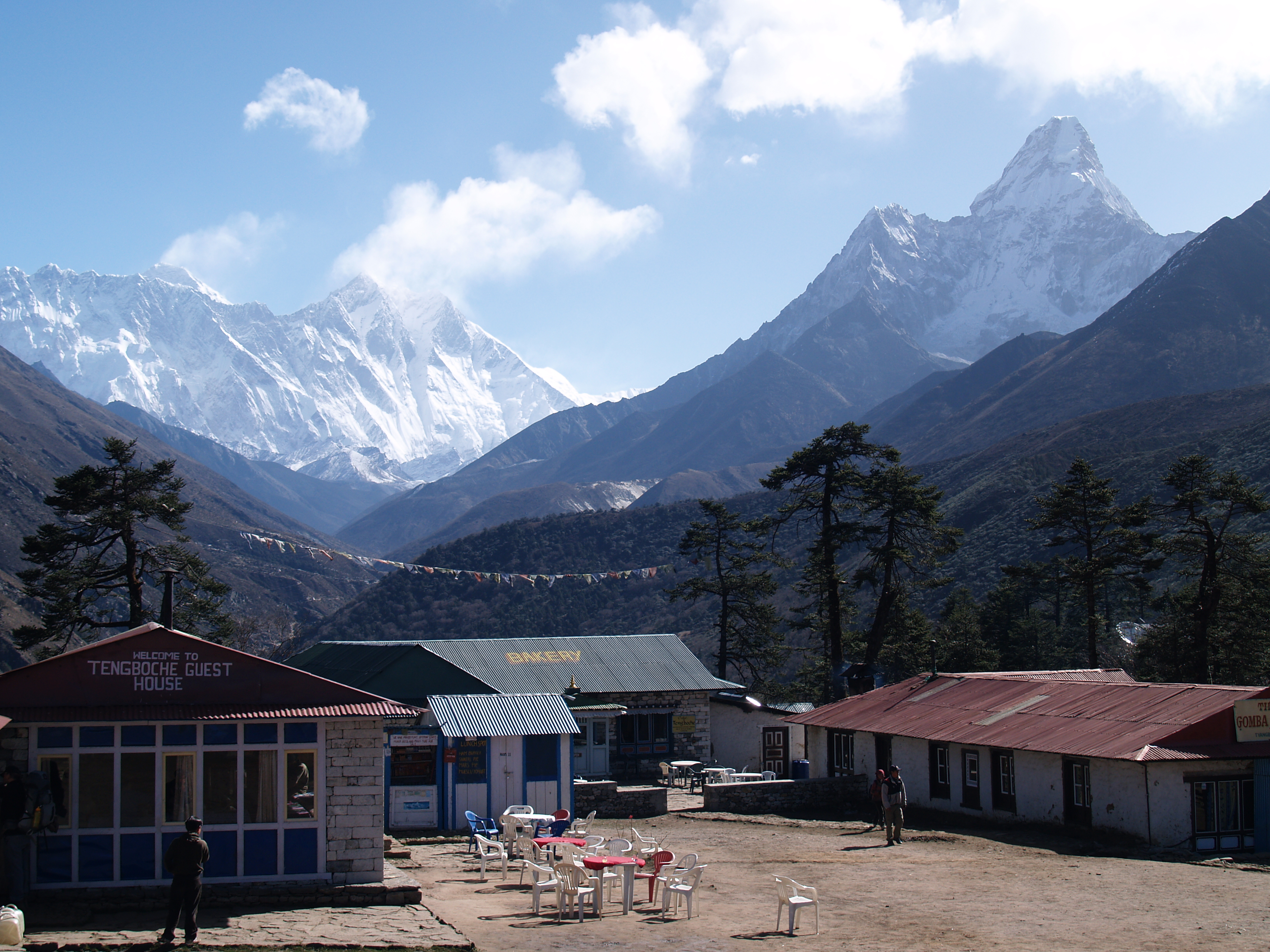
Everest y el Ama Dablam visto desde Tengboche

Tengboche (o Thyangboche) es una aldea en el Khumbu, en el noreste de Nepal, situada a 3867 metros.  En el pueblo hay un importante monasterio budista, el más grande de la región de Khumbu.  La estructura fue construida en 1923. En 1934, fue destruida por un terremoto, pero reconstruida más tarde. Fue destruido por el fuego nuevamente en 1989,  y de nuevo reconstruida con la ayuda de voluntarios y la asistencia externa.
Tengboche tiene una vista panorámica de las montañas de la cordillera del Himalaya, incluyendo los picos conocidos, Everest, Nuptse, Lhotse, Ama Dablam, y Thamserku.
Tenzing Norgay, el primer hombre en alcanzar la cima del Monte Everest con Sir Edmund Hillary nació en esta área en el pueblo de Thani y fue enviado al monasterio de Tengboche a ser un monje.

## Historia
El valle de Khumbu, donde se encuentra la aldea de Tengboche, fue influenciado por el Budismo desde hace 350 años. Escrituras antiguas del Tíbet se refieren a este valle, y a los valles de Rowlang y Kanbalung como lugares sagrados. El Lama Sangwa Dorje es conocido como el fundador del monasterio más antiguo en Kumbu en Pangboche y en otros monasterios más pequeños. Según cuentan los registros, él pudo predecir que sería adecuado establecer un monasterio en Tengboche y dejó marcada en una roca la huella de un pie mientras meditaba. Pero el establecimiento verdadero del monasterio ocurrió sólo durante el período de Ngawang Tenzin Norbu; se consideraba que Norbu era la quinta reencarnación de Sangwa Dorje. Había establecido un monasterio en Rongbuk en el Tíbet en el norte del Everest. Él bendijo a Chatang Chotar, conocido como el Lama Gulu, para que fundara el monasterio Tengboche en la aldea de Tengboche y así fue como se estableció por primera vez en el año 1916. Este es el primer monasterio célibe bajo el linaje Nyingmapa del Budismo Vajrayana. También existen muchos otros monasterios existen en la aldea.
Tres habitantes adinerados de la comunidad de Sherpas proveyeron los fondos para la construcción del monasterio. Entre ellos, Karma fue el más influyente y más conocido ya que era un recolector de impuestos, y también servía a gobernantes de la Dinastía Rana de Nepal.
El monasterio de Tengboche y otros edificios quedaron destruidos luego del terremoto del año 1934. Además Lama Gulu que había fundado el monasterio murió. Su sucesor, Umze Gelden, se asignó la tarea de reconstruir el monasterio, y obtuvo apoyo de parte de Ngawang Tenzin Norbu. Los monjes y la comunidad local, con apoyo de un carpintero de Lhasa, reestablecieron el monasterio. Algunos murales fueron pintados por Kappa Kalden, un artista famoso. El monasterio ha recibido reconocimiento a nivel mundial gracias al flujo reciente de turistas a la región de Khumbu. Sin embargo, las escrituras sagradas antiguas, estatuas, muros y esculturas de madera quedaron destruidas luego de un incendio devastador causado por un corto circuito eléctrico el 19 de enero de 1989. La piedra monumental a la que se le atribuye la huella del pie izquierdo de Lama Sangwa Dorje también quedó fracturada. Pero se lograron salvar algunos libros y pinturas. Luego de la catástrofe el monasterio ha sido reconstruido completamente con ayuda de personas en todas partes del mundo.
Luego que el monasterio quedara destruido por el incendio, su reconstrucción fue comenzada por el actual Nawang Tenzing Jangpo quien es considerado la reencarnación del fundador Lama Gulu, y un líder espiritual importante para los Sherpas. Él estableció un acuerdo con visitantes y turistad que visitan al monasterio, lo cual le ha ayudado a encontrar fondos para restaurarlo. El monasterio ha sido reconstruido tomando en cuenta las prácticas religiosas establecidas. El pintor tibetano Tarke-la pintó los muros que decoran el santuario y muestran imágenes de Budas o Bodisatvas. Además, los monjes en la comunidad Shertpa, con ayuda de Sir Edmund Hillary, y el Fondo de los Himalayas, la Fundación Americana de Patrimonio de los Himalayas y muchos otros organismos y personas han enviado su apoyo de diversas maneras.

Tengboche
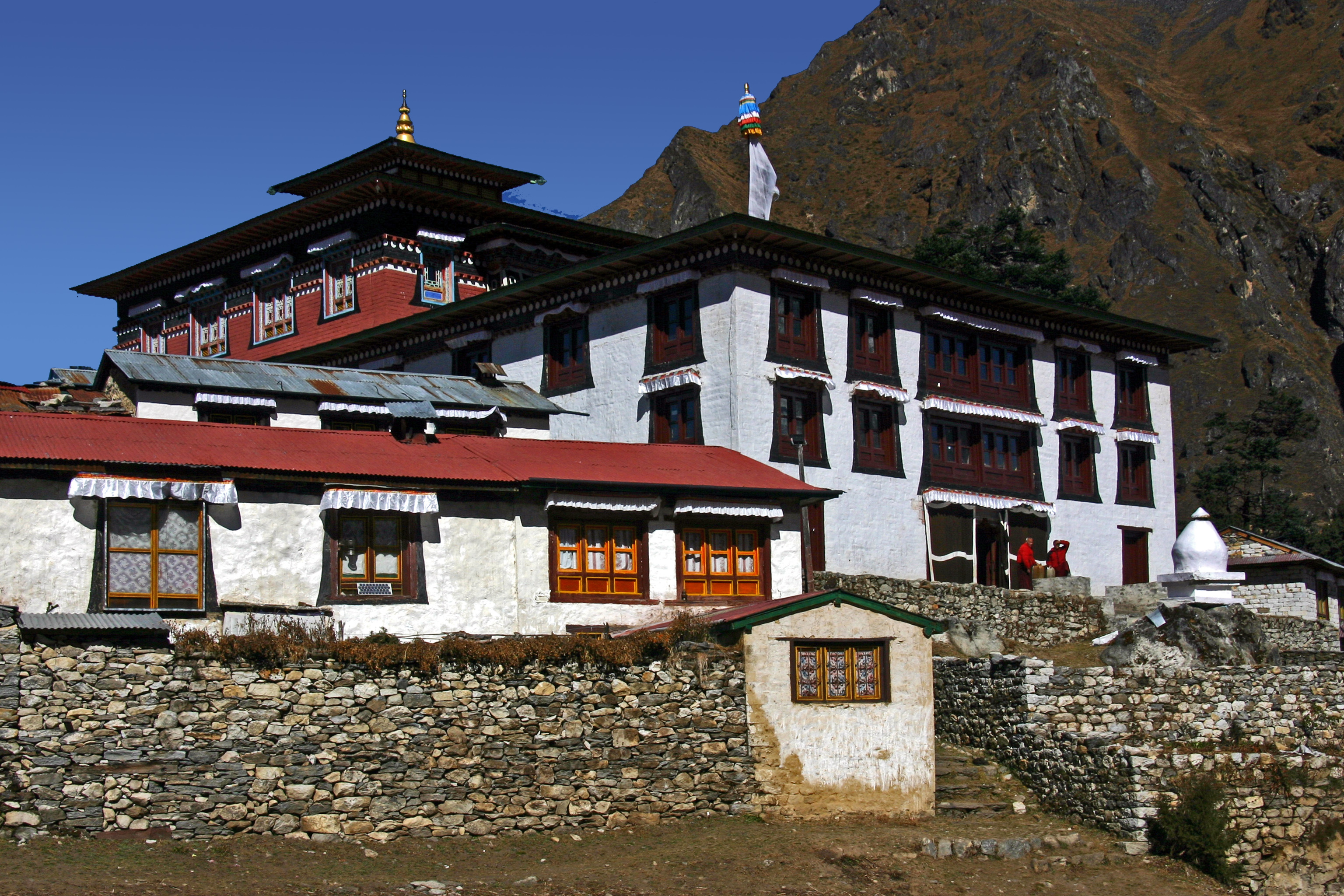
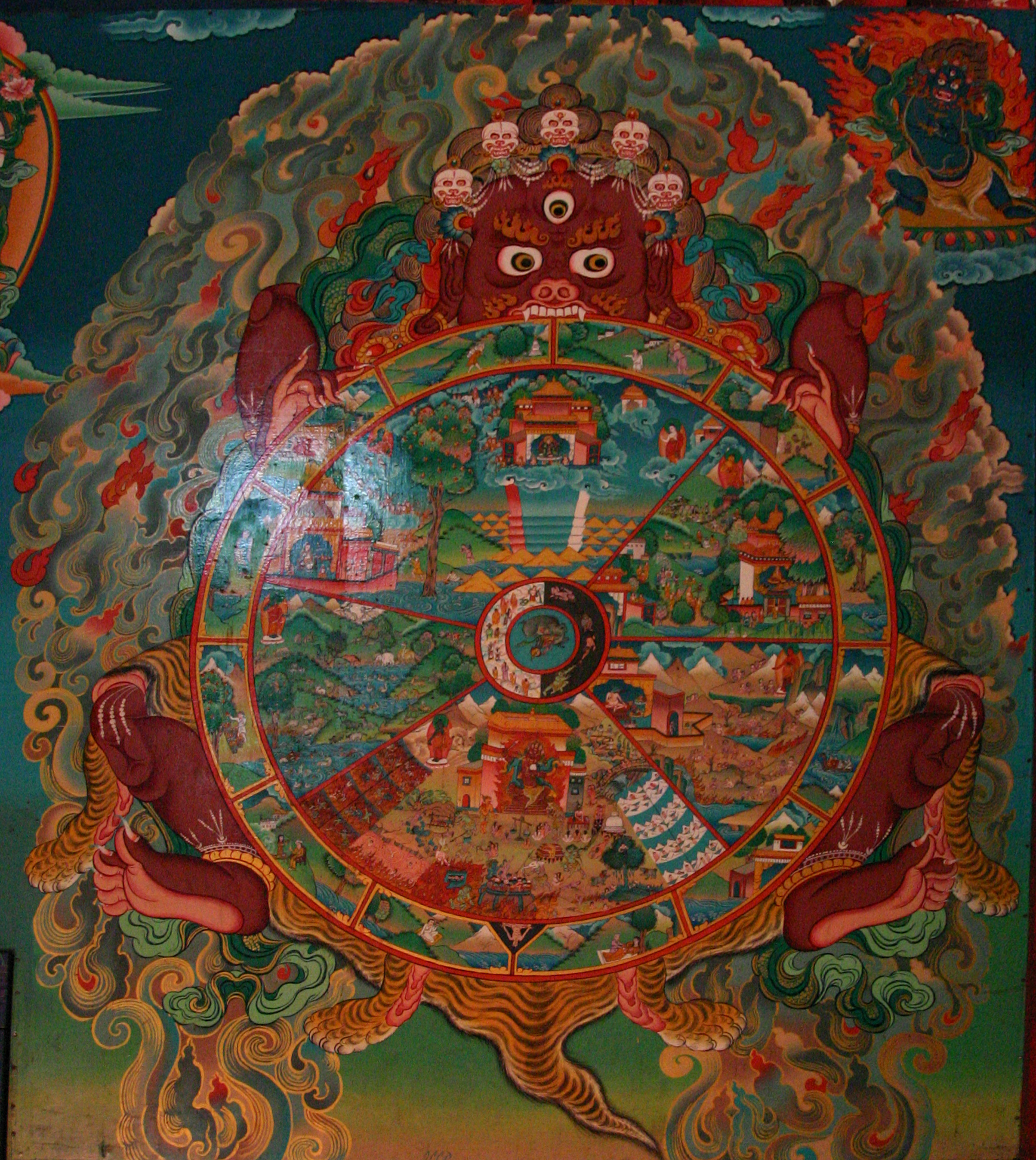
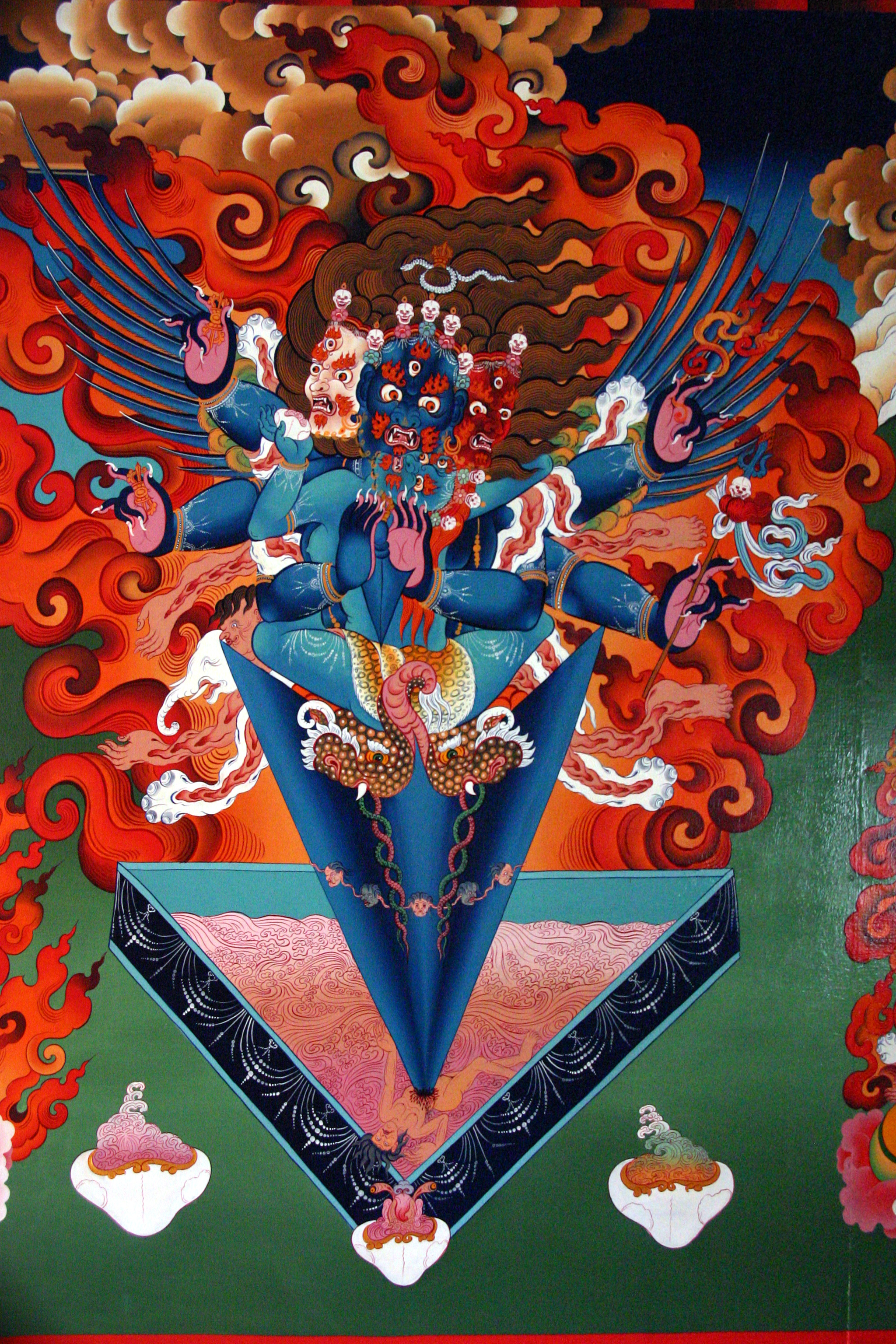
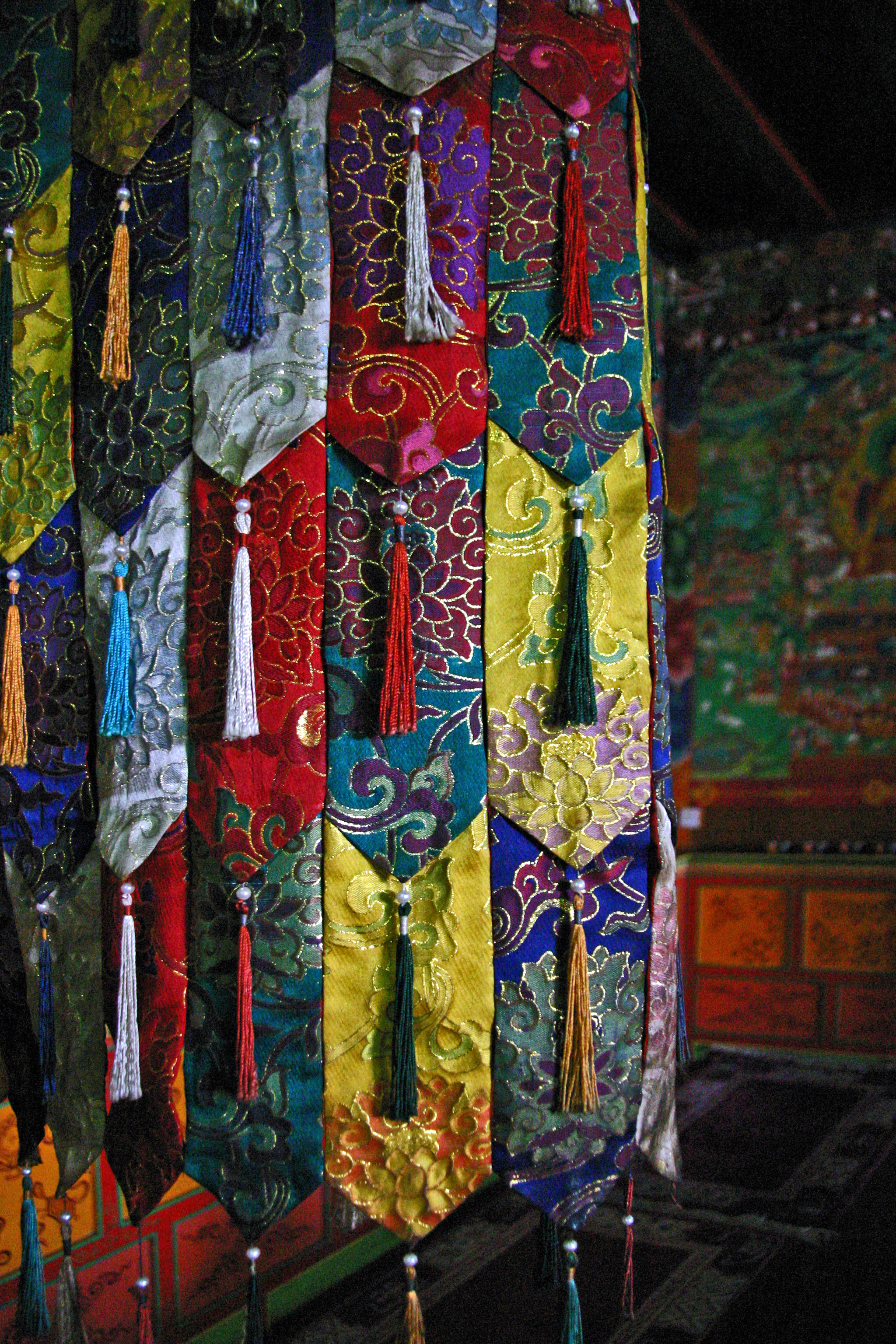
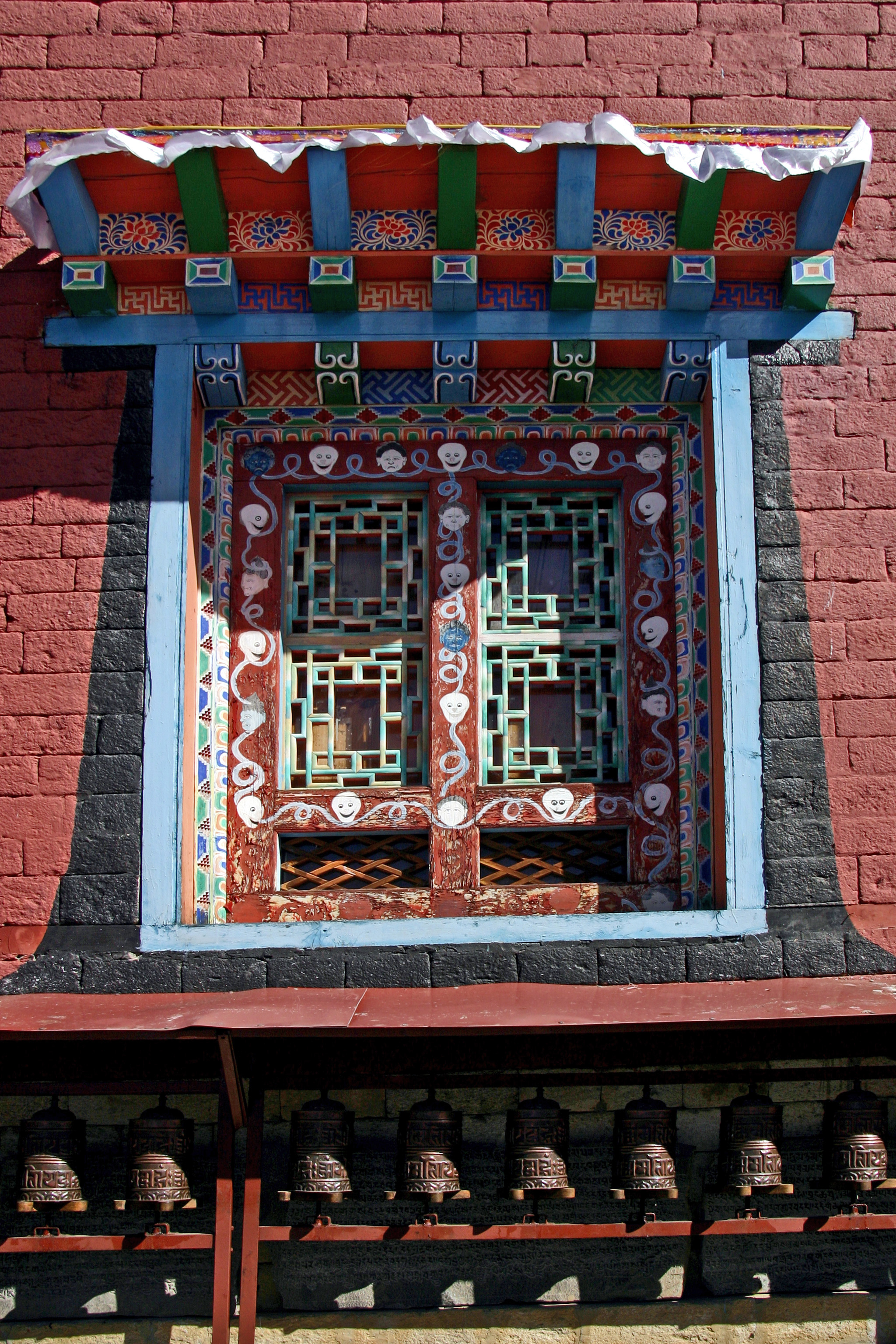
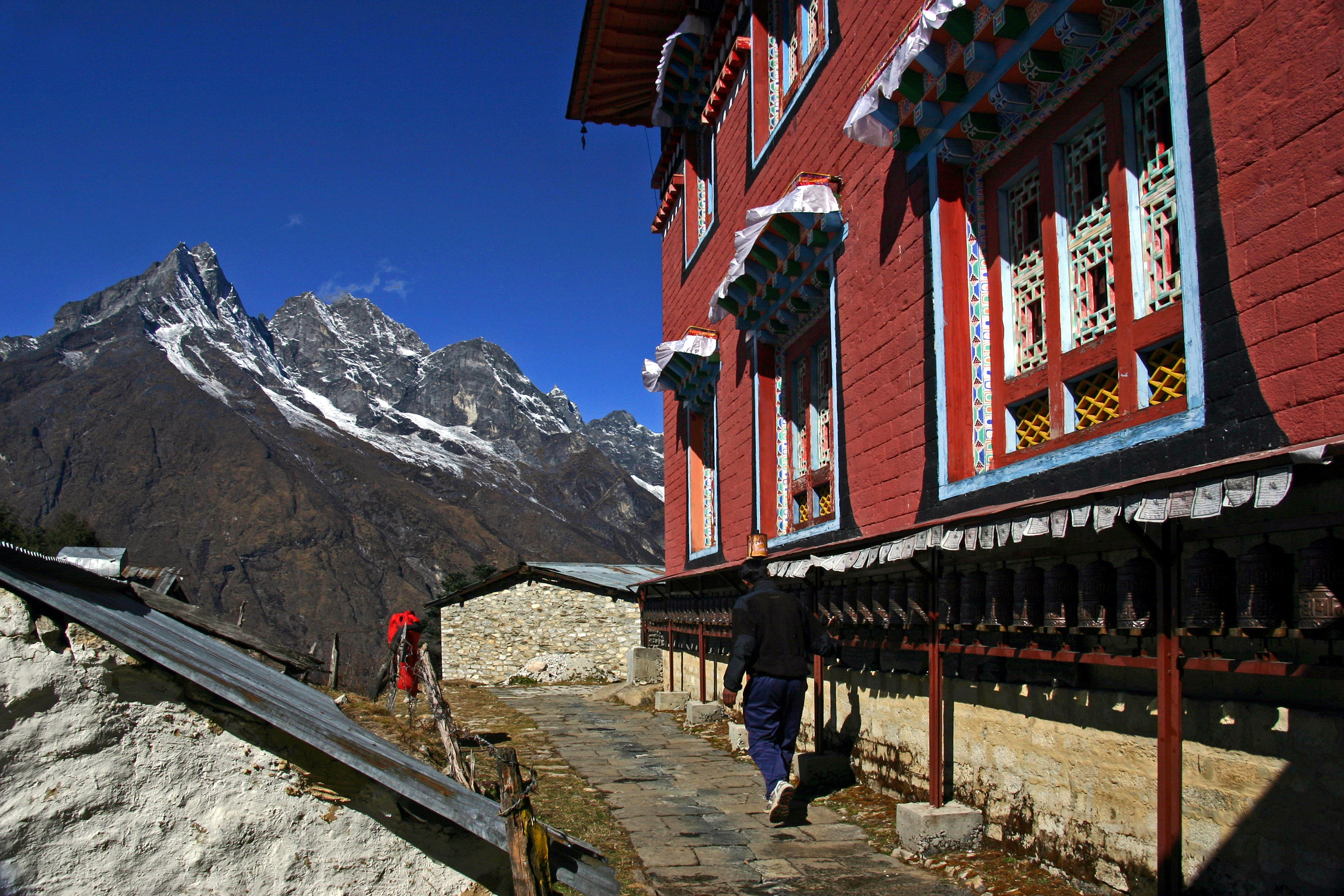